# Belandur, Sringeri
Belandur là một làng thuộc tehsil Sringeri, huyện Chikmagalur, bang Karnataka, Ấn Độ.